# Skospænde
Skospænder er modeaccessories der blev brugt af både mænd og kvinder fra midten af 1600-tallet og op igennem 1700-tallet. Skospænder blev fremstillet af en række forskellige materialer som messing, stål, sølv eller forgyldt sølv, og skospænder til festtøj kunne være dekoreret med kvarts, rhinsten eller ædelsten som diamanter.

## Historie
Skospænder begyndte at erstatte bundne sko i midten af 1600-tallet: Samuel Pepys skrev i sin Diary den 22. januar 1660 "Dette er dagen, hvor jeg begyndte at putte spænder på mine sko, som jeg købte i går hos Mr. Wotton." Moden var i første omgang relativt sjælden, selvom en forfatter i 1693 skrev til en avis og klagede over, at den nye mode med spænder der erstattede bånd, sløjfer og hosebånd.
Separate spænder forblev på mode indtil de blev opgivet sammen med højhælede sko og anden aristokratisk mode i årene efter den franske revolution, selvom de forblev en del af ceremoniel- og hofbeklædning i et godt stykke ind i 1800-tallet. I 1791 i Storbritannien gjorde leverandørerne af skospænder et forsøg på at ændre moden, ved at appellere til den daværende prins af Wales, prins George. Prinsen begyndte at kræve, at de blev brugt ved hoffet, men det afholdt dog ikke den brede befolkning fra at gå væk fra skospænderne. Det er blevet foreslået, at tilbagegangen fik producenterne af skospænder til også at begynde at producere smykker i stål.

## Galleri
- Stålspænder til herresko, England, ca. 1777–1785 LACMA M.80.92.6a-b.
- Spænder i sølv og stål til damesko, derkoreret med smykkesten, 1780–85. LACMA M.80.92.1a-b
- Spænder til herresko i æske. Dekoreret med sten, kobber og sølv, Frankrig, ca. 1785. LACMA M.2007.211.829a-b.
- Stålspænder til herresko, USA, 1780s. LACMA 42.16.23a-b.